# Juan Bautista Pujol Bacot
Juan Bautista Pujol Bacot (La Habana, 23 de mayo de 1960) fue una figura artística cubana del canto, la literatura y las artes escénicas en general, desde 1978.
Nació el 23 de mayo de 1960 en la Ciudad de La Habana, Cuba, como Juan Bautista Pujol Bacot, hijo de padres cubanos de ascendencia española y francesa. Su madre Miriam Bacot Nodarse, quien enamorada de las artes, había incursionado en el mundo del arte como bailarina, actriz, poeta y periodista; influyó determinantemente en crear en él, desde sus años de niño, una verdadera vocación a las artes en general. Su padre Juan Bautista Pujol Sánchez luego de vincularse a la carrera familiar dentro de la Ingeniería Civil y la Arquitectura, al triunfo de la revolución, pasa a formar parte de las Fuerzas Armadas Revolucionarias Cubanas, haciendo de la vida militar su carrera. Dos hermanas: una mayor, Miriam de los Dolores Pujol Bacot y otra menor, Ana Gertrudis Pujol Bacot lo acompañaron en su niñez.
Desde pequeño su vocación artística fue evidente, la familia materna y su propia madre detectaban esa determinada aptitud, pero había confusión pues lo mismo amasaba en sus manos la arcilla, hacía tallas en rocas calizas, que cantaba las canciones de moda e incluso el repertorio de zarzuelas y operetas que aprendía de sus mayores o de programas televisivos. Así, bajo su insistencia comienza estudios de música y piano bajo la tutoría del renombrado profesor Alfredo Levy, Director del Conservatorio Levy ubicado en el actual municipio Playa, largos años de estudio y dedicación junto a su nunca olvidado profesor lo llevan a los más exigentes estudios de la pianística universal y aunque siempre se ha inclinado a los compositores románticos a lo largo de su carrera de estudiante hubo de profundizar en todos los períodos estilísticos. Estando en sexto año de sus estudios de piano, por recomendación de su profesor, comienza a estudiar canto bajo la estricta dirección de la gran cantante y profesora Carmelina Santana Reyes, quien lo llamó su Benjamín por ser el más pequeño de sus discípulos de la época, por las necesidades de institucionalizar sus estudios entra al Conservatorio “Fernando Carnicer” donde se gradúa en las especialidades de canto y piano en un curso de nivelación guiado por el profesor de piano Orestes Fernández Roig y las excelentísimas profesoras de canto Soprano María Remolá y Soprano María Eugenia Barrios, así como el afamado bajo Israel Hernández, todos primeras figuras de La Ópera de Cuba.
En el último año de sus estudios como pianista y cantante (1980) contrae nupcias con su compañera de toda la vida, Cristina Arelia Iglesias Martínez, músico y profesora que realizaba estudios en el mismo conservatorio, con ella trae al mundo a dos hijos: Reynier Pujol Iglesias (hoy médico) y Jucris Pujol Iglesias (Informático) él en múltiples ocasiones ha considerado que su hogar es la mayor y más importante de sus creaciones. 
Luego de esto, ya iniciando su vida como artista, continúa estudios en la Escuela de Superación Profesional  “Felix Varela” donde además estudia Actuación de la mano de la gran actriz Verónica Linn y Alicia Bustamante,  Dramaturgia con la profesora Gloria Parrado y Dirección Teatral , así mismo realiza estudios en la Universidad de La Habana en la Licenciatura en Historia del Arte.
Desde su graduación en el año 1981 comienza su carrera como profesor y ocasionalmente hace presentaciones en conciertos y obras teatrales. Con la creación de las Cátedras de Educación Artística para la Enseñanza Media Superior es nombrado Jefe de Cátedra teniendo bajo su dirección las especialidades de música, danza, teatro y artes plásticas, unido a esto es seleccionado para integrar el Equipo Técnico Provincial de Ciudad de La Habana en la especialidad de música y presidente del colectivo de autores que conformarían el programa y la guía metodológica para la enseñanza de las artes, en la especialidad de música.
Su esposa Cristina Iglesias Martínez, lo acompaña en esta tarea docente como profesora de música. 
Luego de cuatro años y numerosos premios obtenidos en su labor como profesor, decide dar prioridad a su carrera como artista profesional sometiéndose a la Evaluación que promueve el Gran Teatro de La Habana, pasando a formar parte del mismo, junto a otros grandes artistas que surgen a raíz de esa época, no obstante continúa su carrera como profesor; esta vez en el centro de estudios Varietur donde impartía técnica vocal (canto) y Apreciación de la Musical. En aquellos tiempos se siente atraído por el trabajo del Teatro Musical de La Habana a donde ingresa como parte del elenco, allí actúa en múltiples puestas en escena de obras que van desde la Opereta, La Zarzuela y la Alta Comedia Musical y según sus propios comentarios, fue el Teatro Musical de La Habana su gran escuela.
En el año 1989 desaparece este colectivo teatral tras diez años de ininterrumpida labor y absoluto éxito y Juan Bautista crea junto a la Licenciada en Música Teresa Petón Valdivia una nueva agrupación teatral dedicada al teatro musical. Ya en el propio año 1989 y en el ya mencionado Teatro Musical de La Habana había realizado su primera puesta como autor, actor y director, su primera obra: Vía Crucis y la oportunidad de tener un colectivo de actores bajo su dirección le brinda la posibilidad de dar riendas sueltas a su creación como Dramaturgo y Director Teatral, protagonizando todas las puestas en escena de sus propias obras. Es meritorio señalar la puesta en escena de dos obras trascendentales en su carrera en esta época, “Bienvenidos al mundo de Hamelin” y “La abuela Nina en África”, la primera que mencionamos ha tenido un repercusión poco común, pues el éxito trascendió el propio trabajo del autor en sus más de 200 representaciones, un alumno de actuación suyo posteriormente tomo la obra y la puso en las calles del Municipio San Antonio de los Baños y el éxito abrumador provocó la poca frecuente designación de una calle con el texto que inicia la obra en cuestión, así nace La Calle de los Caramelos, para honrar el éxito de esta obra que movió al pueblo a sentirse parte del hecho cultural que todos los fines de semana se producía en una de las calles de este municipio Habanero. 
Ya habíase sucedido muchas nuevas puestas en escenas de obras del Maestro Juan Bautista, como ya se le conocía, pero también debe destacarse “la Moira”, quizá la más internacional de sus obras, esta obra fue estrenada en el año 1991 bajo la dirección de la prestigiosa Directora Lourdes Fernández, compañera de inicios en las tablas de Juan Bautista, ella quiso estrenarla y lo hizo con un éxito rotundo, luego, múltiples directores la han levado a escena a lo largo de Cuba y el Mundo, y la obra sigue siendo fuente de creación de numerosos grupos teatrales que la han tomado como bandera para iniciar sus pasos en la escena, países como México, España, Venezuela, Ecuador, Portugal, Estados Unidos de América e Italia han puesto en sus escenarios la tan conocida obra y constantemente surgen propuestas y realidades de puestas en escena de la obra antes mencionada. 
Paralelamente Juan Bautista no abandona la escena, si bien ya su labor como dramaturgo está establecida continúa siendo él la parte fundamental de su labor escénico musical, por cientos deben contarse los conciertos y espectáculos en que ha participado a lo largo de ya 30 años de carrera profesional, desde la más típica música cubana, hasta la Ópera lo acompañan en su quehacer como artista de una versatilidad poco igualada. Realiza giras internacionales como primera figura: Junto al gran artista jamaicano Miko Blanco es el artista internacional invitado en el año 1996 recorriendo los más prestigiosos escenarios del país caribeño, regresa a Jamaica nuevamente 1998 con su propio Show “Noche Cubana JB”, estas últimas iniciales fueron tomadas como identificador de los show que dirigía en todas partes del mundo,  pero en esta ocasión su Noche Cubana fue seleccionada para dar clausura en el Hotel Rond Hill a las actividades de la Hanover Charity Association, con la participación de numerosas personalidades de dicha Asociación, las celebraciones fueron tituladas “Una Noche en la Vieja Habana”, en esos días y dando un concierto especial en el Centro Turístico Walter en la Ciudad de Montego Bay, conoce al gran productor de talentos y artista Ralston (Stamma) Haughton, presidente de la Marston Recording Corporation, quien le ofrece un contrato exclusivo como artista de esta disquera por siete años, pero el Departamento del Tesoro de los Estados Unidos de América prohíben la conclusión de este contrato por residir Juan Bautista en territorio cubano, no obstante su carrera no se detiene, continúa con sus puestas en escena y sus conciertos y su incansable labor como profesor de canto y piano, ya en aquel momento es director artístico de la Dirección de Talento Artístico de la Televisión Cubana, bajo la jefatura de Edilia Cabrera Collazo. Así presenta el espectáculo por el 40 Aniversario del Hotel Habana Libre, en esta ocasión presenta un gran show, que protagoniza, y recibe las más altas atenciones, es de señalar una en específico: La gran artista cubana María de los Ángeles Santana, le dice públicamente. “Olvida todo lo que hayas podido oír, tú eres el más grande vedette que tiene Cuba……., esta afirmación la hace en presencia de la Primerísima vedette Rosita Fornés a quien el artista considera su madre en el arte y la misma sonríe. 
Los espectáculos continúan y es precisamente Rosita Fornés quien lo hace su compañero inseparable en innumerables dúos del género lírico y múltiples giras y espectáculos, así, le hace el honor de cantar junto a él, después de treinta años, el gran dúo de la Viuda Alegre en el Gran Teatro de La Habana, ella según Juan Bautista ha sido su maestra, pero a la vez la artista en la dedicatoria de su autobiografía lo llama a él su amigo, hijo y maestro. 
En 1999 viaja a los Estados Unidos de América a llevar a escena el “EL CONCIERTO DEL RECUERDO”, figuras como Rosita Fornés, Luis Carbonell, Rosa María Medel y el Maestro Concertista Nelson Camacho son parte integrantes junto a Juan Bautista Pujol en este Concierto, allí tiene grandes emociones, se reencuentra con antiguos compañeros con los que canta en diferentes oportunidades, conoce y entabla una hermosa amistad con la gran pianista Zenaida Manfugás y son ella y el maestro Nelson Camacho quienes lo alientan después de oírlo al piano a no abandonar esta faceta de su actividad artística, es así que decidido a escuchar estás autorizadas opiniones, a su regreso a Cuba, comienza a preparar su primer disco de piano que sale a la luz en la República de Panamá en 2002 con el título de ROMANTICOS. A Panamá viaja junto a cuatro alumnos suyos para hacer espectáculos y tiene la gran satisfacción de que en la primera semana de su estancia en el país se agota completamente su disco, entonces se establece una estrategia de trabajo pues una lesión en una pierna le impiden estar de pie y en el Hotel Plaza Paitilla Inn se abre un espacio titulado LA VITRINA DE JUAN BAUTISTA. Donde desde el piano, el artista, canta, hace poemas, entrevistas y demás a lo largo de casi cuatro meses, junto a esto brinda conciertos de piano en diferentes salones y escenarios y como siempre no abandona su labor como profesor de canto, incorporándose al Conservatorio Concerto, la directora y dueña del mismo, eminente cantante, Soprano Angela Zhukova, le pide ser su alumna y entre vocalizaciones y Arias de Ópera, se crea una de las más bellas amistades que el artista comenta, hasta nuestros días. 
Regresa a Cuba para tener atención médica especializada por el padecimiento que tiene en la pierna derecha y a pesar de tener un contrato establecido en Panamá no puede regresar en ese momento. 
Juan Bautista entonces se concreta a su trabajo como profesor de canto, cosa que no ha abandonado desde graduarse en 1981 y hace apariciones en conciertos junto a las más destacadas figuras del mundo del arte cubano e internacional, así como giras nacionales: Rosita Fornés, María Eugenia Barrios, Lucy Provedo, Maira Luz Alemán, Zoa Fernández, María de los Ángeles Santana, Pura Ortiz, Juan Espinosa, Huberal Herrera, y muchos otros artistas han sido sus compañeros en el escenario en esos años posteriores al año 2003 en que regresa a Cuba.
Había decidido no viajar nuevamente pero recibe una invitación de la Compañía Teatral “La Gruta” para un homenaje en Venezuela por 10 años consecutivos de puestas en escena de su tan querida obra La Moira, que sería dirigida nuevamente por quien la estrenó Lourdes Fernández, no pudiendo negarse a esta solicitud viaja en compañía de su esposa el 15 de noviembre de 2006 y después de entrevistas en TV, radio y prensa plana recibe el anunciado homenaje con la puesta en escena de su obra en el Teatro Municipal de Valencia, Estado Carabobo, múltiples agasajos se suceden y se le dedica el encuentro anual de las Artes Escénicas del Estado, allí actúa por primera vez en tierra venezolana y los jóvenes artistas le piden se quede un tiempo para impartir clases, esto dura hasta nuestros días, más de tres años ha permanecido el maestro Juan Bautista en tierra venezolana, formando a nuevas generaciones de cantantes y artistas venezolanos. 
Juan Bautista Pujol, ha sido premiado con múltiples reconocimientos por las instituciones y Gobiernos de Venezuela y el mundo, pero como el nos dice: “el trabajo es lo que hace al hombre no los reconocimientos…….”
Juan Bautista ha escrito 20 obras dramáticas y dramático musicales, siendo autor en todos los casos de la música de las mismas. Más de 100 cuentos recogidos en diferentes obras, ocho libros de investigación con temas que van desde la Bioenergía hasta la Técnica del Canto, más de 130 obras musicales. Compuso ocho de los temas del disco de homenaje a sumo pontífice Juan Pablo II.
De las múltiples opiniones que se han vertido sobre este artista queremos destacar tres fragmentos que nos parecen relevantes.
“…… el gran cantante del género lírico Juan Bautista Pujol se inscribe entre los cimeros de nuestro país, su sólida formación académica, musical y vocal, le permite responder hasta las más sutiles exigencias………” María Eugenia Barrios, Primera Soprano de la Ópera de Cuba, Jefa de Cátedra de Canto del Instituto Superior de Arte de Cuba, Miembro de Mérito de la Unión de Escritores y Artistas de Cuba.
“……Juan Bautista es uno de los más polifacéticos artistas que he conocido, con una formación musical de altos quilates y una sólida voz de amplia tesitura, con vastos recursos tanto escénicos como musicales……. un profesor de canto en el que cualquier artista puede poner su voz sin preocuparse……..”Rosita Fornés, Primera Vedette de Cuba. Máxima Figura de la Cultura Cubana.
“…….La Moira es el más bello texto dramático que he tenido en mis manos a lo largo de treinta años de carrera….” Lourdes Fernández, Directora Teatral y actriz.
Juan Bautista Pujol Bacot es miembro de la Unión de Escritores y Artistas de Cuba (UNEAC)
- Datos: Q5947804